# Halo 4: Forward Unto Dawn
Halo 4: Forward Unto Dawn è una webserie ambientata nell'universo della fantascienza militare di Halo, prodotta da Microsoft Studios, 343 Industries e altri.
Composta da cinque episodi di 15 minuti pubblicati settimanalmente a partire dal 5 ottobre 2012, fu successivamente distribuita come film singolo su DVD e Blu-ray e uscì successivamente su Netflix nel 2013. La storia racconta l'addestramento militare di Thomas Lasky, un cadetto di un'accademia attiva nel XXVI secolo 31 anni prima degli eventi di Halo 4. Il giovane non è convinto di intraprendere una carriera all'interno dell'esercito, ma si sente costretto a seguire le orme di sua madre e suo fratello. L'accademia viene presa di mira dalle forze dei Covenant, un'alleanza di alieni in guerra con l'umanità. Lasky e i suoi compagni di squadra sopravvissuti vengono salvati da Master Chief, protagonista della saga di videogiochi di Halo e sono costretti a fuggire dal pianeta.
La serie è stata prodotta nel tentativo di sponsorizzare ulteriormente il videogioco Halo 4, per stimolare la curiosità di un pubblico non a conoscenza della serie di Halo e come trampolino di lancio per un potenziale film legato al franchise. Il lavoro è stato scritto da Aaron Helbing e Todd Helbing e diretto da Stewart Hendler. Le riprese di Forward Unto Dawn ebbero luogo a Vancouver in 25 giorni a maggio 2012 con un budget di poco inferiore a 10 milioni di dollari. Si contano meno di 500 scatti con immagini generate al computer, circa un quarto di quello che tradizionalmente si contano in un lungometraggio, ma gli effetti grafici hanno ricevuto elogi da parte della critica.
Forward Unto Dawn ha ricevuto uno Streamy Award e molti membri della troupe hanno ricevuto premi per il loro lavoro di montaggio, produzione e riprese. La serie ha inoltre vinto un Golden Reel Award della Motion Picture per il montaggio sonoro. Il giudizio della critica si è dimostrato positivo nei confronti degli effetti speciali e dalla grande azione che contraddistingue la seconda parte della serie, ma hanno ritenuto la trama troppo lenta nella prima metà e la personalità della maggioranza dei personaggi poco curata. Forward Unto Dawn è stato anche nominato per un Primetime Emmy Award per i migliori titoli di testa.

## Trama
| nº | Titolo originale | Diretto da      | Scritto da                   | Pubblicazione   |
| -- | ---------------- | --------------- | ---------------------------- | --------------- |
| 1  | Part 1           | Stewart Hendler | Aaron Helbing e Todd Helbing | 5 ottobre 2012  |
| 2  | Part 2           | Stewart Hendler | Aaron Helbing e Todd Helbing | 12 ottobre 2012 |
| 3  | Part 3           | Stewart Hendler | Aaron Helbing e Todd Helbing | 19 ottobre 2012 |
| 4  | Part 4           | Stewart Hendler | Aaron Helbing e Todd Helbing | 26 ottobre 2012 |
| 5  | Part 5           | Stewart Hendler | Aaron Helbing e Todd Helbing | 2 novembre 2012 |

Forward Unto Dawn si svolge su un pianeta immaginario, Circinius-IV, uno dei tanti colonizzati dagli umani al di fuori del sistema solare. Il protagonista, Thomas Lasky, è a bordo di un'astronave dell'UNSC chiamata Infinity nel 2557. Forward Unto Dawn ritrae il suo ricordo degli eventi avvenuti su Circinius-IV nel 2526, quando era un cadetto all'accademia di Corbulo, una struttura di addestramento per i figli di ufficiali di alto rango della marina aerospaziale terrestre e il cui nome si deve al generale romano Gneo Domizio Corbulone (5-67 d.C.). L'UNSC sta addestrando i cadetti alla guerra per combattere contro dei ribelli su vari pianeti coloniali.
Un esercito di Covenant attacca l'accademia provocando confusione e panico. Sebbene ciò non venga chiarito nella serie, i Covenant sono un'associazione teocratica di specie aliene che attaccano l'umanità per motivi religiosi e intendono causarne l'estinzione. Gli eventi descritti in Forward Unto Dawn narrano alcuni dei primi incontri con i Covenant e i personaggi diversi da Master Chief non erano a conoscenza della loro esistenza.

### Prima puntata
Thomas Lasky è un allievo ufficiale che lotta per adattarsi nella prestigiosa accademia di scienze militari di Corbulo. Il suo atteggiamento lo porta a scontrarsi con altri membri della squadra Hastati, la sua squadra di allenamento, e a ignorare gli ordini, con il risultato che nelle simulazioni di addestramento riceve punteggi bassi. Con il solo incoraggiamento della collega matricola Chyler Silva, Lasky lotta per essere all'altezza delle aspettative della sua famiglia militare. Nel suo tempo libero, lo si vede spesso guardare la corrispondenza video di suo fratello, Cadmon, che è un Orbital Drop Shock Trooper schierato in una zona di combattimento.

### Seconda puntata
La squadra Hastati rimane sotto il controllo dei comandanti a causa delle sue scarse prestazioni, con gli altri cadetti che ritengono responsabile Lasky. Quest'ultimo e il compagno di squadra Vickers litigano per questo nella mensa dell'istituto accademico. Dopo aver riflettuto sulla sua situazione, Lasky cambia idea e decide di prendere l'iniziativa, offrendosi volontario per prendere parte alla simulazione finale dell'addestramento, una partita di rubabandiera contro un'altra squadra. Lasky organizza con successo un'imboscata all'altra squadra, ma collassa per una sincope mentre si avvicina alla bandiera.

### Terza puntata
Lasky scopre di soffrire di una grave allergia che gli consentirebbe di ottenere il congedo per motivi di salute dal servizio, evento che lo lascia meditare sul suo futuro. Nel frattempo, suo fratello Cadmon muore in combattimento contro gli insorti. Lasky e Silva si incontrano fuori dall'accademia e, mentre discutono del suo futuro, si scambiano un bacio. Nel frattempo, il cadetto Sullivan ha decodificato filmati di combattimenti classificati che mostrano truppe dell'UNSC, ribelli e Spartan combattere insieme contro un nuovo nemico mai visto. Suona subito un allarme nell'accademia e, quando i cadetti tentano di evacuare tramite un ascensore spaziale, diverse navi Covenant appaiono nel cielo, distruggendolo. Un Covenant di razza Elite appare fuori dal fumo mentre le forze dell'UNSC iniziano a difendere l'accademia.

### Quarta puntata
L'attacco Covenant travolge le difese dell'UNSC, uccidendo la maggioranza dei cadetti e degli umani sul pianeta. Mentre il resto della squadra Hastati tenta di fuggire dall'alieno, Lasky riesce ad armeggiare con i collegamenti e invia un segnale di soccorso, ma resta assieme al resto del gruppo intrappolato in un'armeria. Proprio mentre l'Elite si prepara a colpire, viene ucciso dallo Spartan John 117, più semplicemente noto come Master Chief, che scorta Lasky, Orenski, Silva e Sullivan fuori dalla struttura di addestramento. All'esterno vengono attaccati da diversi Jackal e Sullivan viene ferito, ma il gruppo riesce a fuggire dall'accademia tramite un Warthog, dirigendosi verso la foresta e confidando nella speranza di abbandonare il pianeta.

### Quinta puntata
Guidando attraverso la foresta oscura, il capo e gli altri cadetti combattono gli sciacalli tra gli alberi. Lasky si schianta contro uno degli alieni sulla strada, con il risultato che il Warthog va in stallo. Mentre Chief ripara Sullivan, Silva si rende conto di essere stata ferita dai nemici. Chief copre i cadetti mentre abbandonano il veicolo di fronte a alieni più grandi chiamati Cacciatori. Silva porge a Lasky le sue piastrine prima di morire, con Chief che fa ritorno dai cadetti e assieme a loro elimina un altro Cacciatore. Per ucciderlo, Lasky si offre volontario per fungere da diversivo, consentendo a John 117 di eliminarlo con una granata. Il gruppo raggiunse il Pelican al punto d'estrazione, un mezzo aereo, e scappa dal pianeta. 32 anni dopo, Lasky, divenuto comandante della nave UNSC Infinity, ascolta una richiesta di soccorso inviata dall'IA Cortana all'interno della nave UNSC Forward Unto Dawn e ordina di compiere un viaggio nell'iperspazio.

## Produzione

### Sviluppo
Dopo il successo dei precedenti cortometraggi promozionali live action, Landfall e The Life, la 343 Industries, lo studio incaricato dello sviluppo del franchise di Halo, si orientò verso una serie che potesse attirare un pubblico di persone che non avevamo familiarità con la saga videoludica. Il direttore della gestione aziendale del franchising di 343 Industries, Matt McClosky, dichiarò a tal proposito: «Se guardi qualcosa che assomiglia a un videogioco, attirerai lo stesso pubblico di sempre». La scelta del formato da impiegare per la serie ricadde ancora una volta sul live-action, in quanto si riteneva che questo favorisse la capacità di delineare meglio le caratteristiche dei personaggi. Il lavoro introduce la figura di Thomas Lasky nell'universo di Halo prima della sua comparsa nel videogioco Halo 4. Gli sviluppatori desideravano creare un personaggio più emotivo rispetto a Master Chief (il cui volto, peraltro, non si vede mai), non solo per trasmettere una comprensione dell'universo di Halo, ma pure per meglio coinvolgere spettatori non conoscitori della saga.
Microsoft etichettò il prodotto come «il passo successivo» collocato tra il materiale pubblicitario e la realizzazione di un lungometraggio, dopo il fallimento di un precedente tentativo risalente al 2005; lo scopo era inoltre quello di raccontare una storia senza la necessità che per conoscerla si dovesse riprodurre un videogioco. Il budget messo a disposizione era pari a quasi 10 milioni di dollari, il maggiore investimento di Microsoft in una promozione live-action. Il regista Stewart Hendler dichiarò in un'intervista: «O siamo la serie web più finanziata di tutti i tempi, o una sorta di sano pilota televisivo a metà strada oppure ancora un film a bassissimo budget». Quando l'idea di dirigere una serie web basata sui videogiochi fu proposta a Hendler questi rifiutò, dicendosi non interessato ad eventuali adattamenti a meno che non si trattasse di Halo. Hendler era infatti un grande fan della serie, in quanto aveva letto i romanzi ed era rimasto affascinato dai capitoli videoludici.
I potenziali scrittori vennero selezionati dalla 343 Industries e alcuni di essi dovettero realizzare la bozza di una sceneggiatura. Aaron e Todd Helbing proposero come ambientazione Harvest, il primo pianeta ad essere stato attaccato dai Covenant (per approfondire si veda Halo: Contatto su Harvest). Sebbene la 343 Industries scartò quest'idea, la sceneggiatura dei fratelli Helbing si dimostrò la più completa e quella che lasciava meglio intuire una grande comprensione dell'universo di Halo da parte degli autori, ragion per cui la scelta per Forward Unto Dawn ricadde su di loro. La trama finale fu curata dalla 343 Industries, da Frank O'Connor, responsabile principale di quest'ultima, e dagli Helbing con l'intenzione di introdurre una nuova figura da poter incontrare nuovamente su Halo 4, una pista non percorribile se si fosse scelto di focalizzarsi su Harvest, oltre a esplorare «la parte meno conosciuta dell'universo di Halo». Oltre a fornire degli spunti sulla sceneggiatura, la 343 Industries dispose sempre di un dipendente sul set per assicurarsi che la serie non deviasse dal canone e non si generassero delle discrepanze nella trama della saga.

### Riprese ed effetti speciali

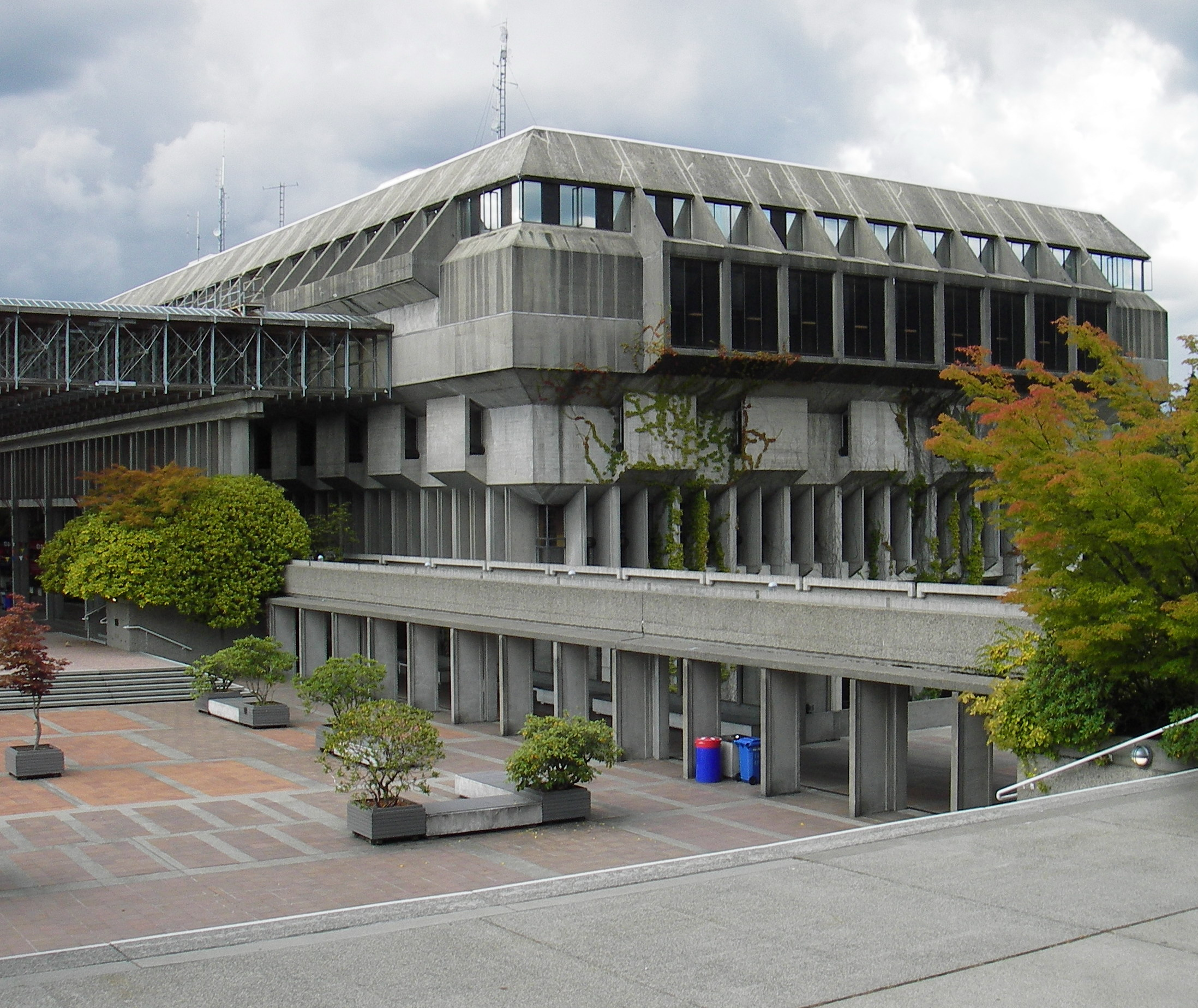
Scorcio del campus della Simon Fraser University, in Canada, uno dei luoghi delle riprese

La serie venne girata in venticinque giorni nel maggio 2012 nelle foreste intorno a Vancouver, alla Simon Fraser University e in, percentuale minore, a Burnaby. Il team di produzione di Herzog and Company rimase a Vancouver per tre mesi con la scenografia di Legacy Effects, la stessa compagnia che lavorò ai cortometraggi precedenti.
Il Warthog (un fuoristrada con quattro ruote motrici e una minigun) che appare in Forward Unto Dawn è lo stesso prodotto dalla Weta Workshop e utilizzato in Landfall. Lo stuntman Johnathon Kralt scoprì che il veicolo «si comporta molto bene sulle strade nonostante le dimensioni e l'altezza», e le quattro ruote sterzanti favorivano le sequenze d'azione. Per varie riprese di inseguimento si ricorse a una Mercedes-Benz ML 55 dotata di un braccio della telecamera montato sul tetto. Un'altra attrezzatura impiegato era il traino del Warthog, issato su un rimorchio basso in modo che le telecamere potessero mettere a fuoco un attore mentre il veicolo veniva «guidato».
Il responsabile degli effetti visivi, John Sullivan, si rivolse alla Arc Productions per creare poco meno di 500 riprese con immagini generate al computer, ovvero tra un quarto e un terzo di quelle a cui di solito si ricorre per un film campione d'incassi. I Covenant che appaiono sono stati tutti realizzati con l'ausilio di tecnologie informatiche, così come l'ascensore spaziale dell'accademia, gli spari delle armi e alcuni scatti compiuti da Master Chief. Hendler pensava che gli effetti visivi fossero il reparto che necessitasse di un'attenzione particolare, ragion per cui destinò una percentuale decisamente ampia del budget per il costume di Master Chief e per le immagini generate al computer rispetto ai normali costi di produzione.
Una delle scene più complicate riguardò l'inseguimento compiuto da parte di un Covenant di razza Elite che insegue i cadetti nell'armeria. La geometria dell'alieno esisteva già per i videogiochi Halo, ma non poteva essere trasferita direttamente sul motore di rendering Mental Ray, ragion per cui dovette essere ritopologizzata su ZBrush e su Maya. L'attacco all'aperto all'accademia fu filmato alla Simon Fraser University e richiese una ricostruzione fotogrammetrica e una misurazione laser per aggiungere gli alieni ed effetti luminosi degli spari convincenti. La scena successiva nella foresta appariva troppo complessa per utilizzare le stesse tecniche, poiché mancavano le forme geometriche del campus universitario. Per ovviare al problema, il supervisore degli effetti visivi di Arc, Terry Bradley, sparse dei LED sul set. Misurando la distanza tra i LED, lo studio poté ridefinire l'area con il software, servendosi poi di SketchUp e Maya per aggiungere il fuoco delle armi. La frantumazione degli "aghi" rosa sparati dai Covenant venne eseguita grazie a Houdini, come per esempio nella scena in cui Master Chief è sotto il fuoco nemico dietro a un muro di cemento.
Le sequenze di apertura di ogni episodio mostrano Cortana, un'intelligenza artificiale, a bordo dell'astronave Forward Unto Dawn in preda a delle crisi personali per via di un suo malfunzionamento. A occuparsi delle cinque sezioni di animazione in esame, interamente generate al computer da Polynoid, risultò la Blacklist, una società specializzata nel settore.

### Cast

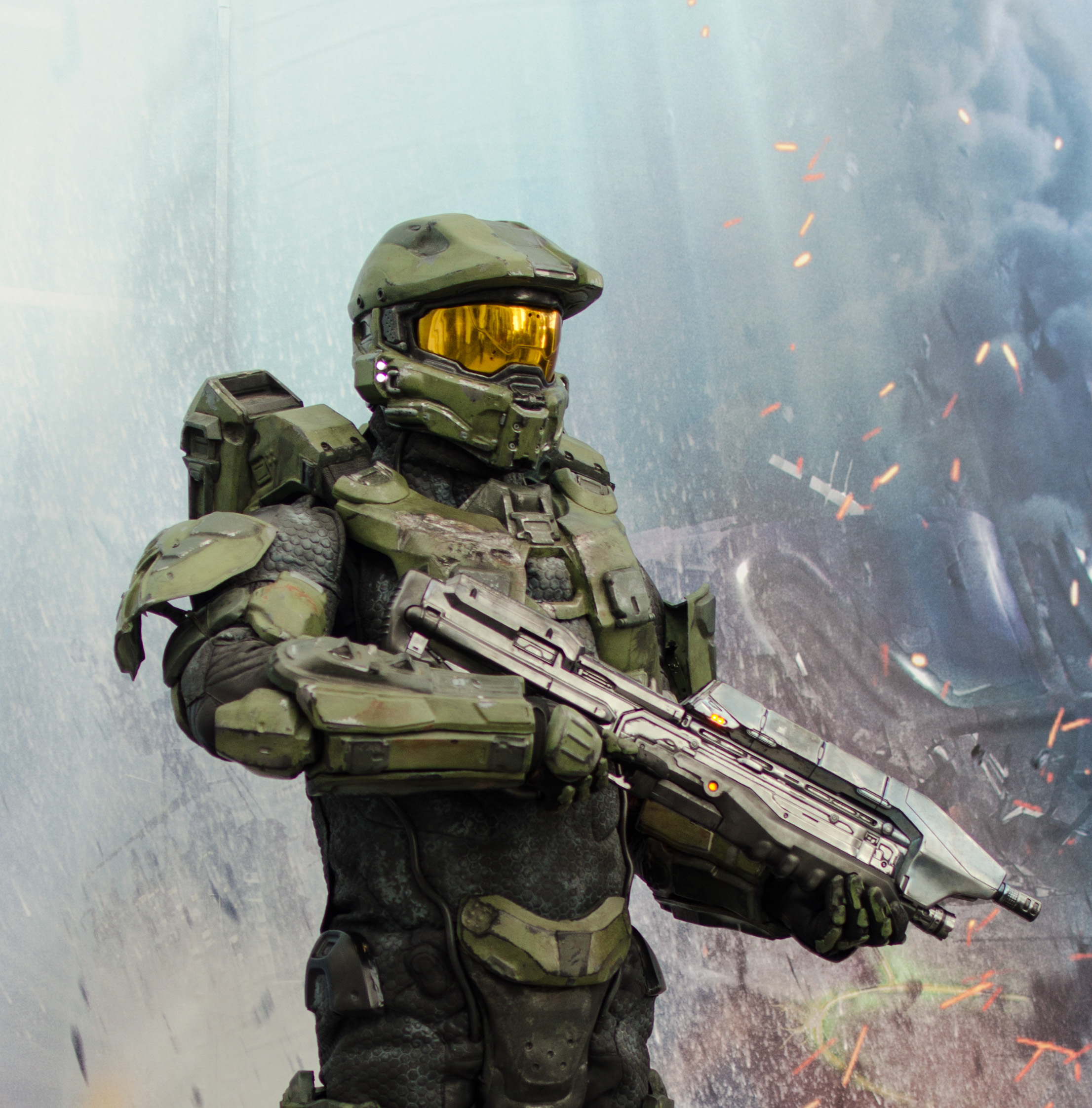
L'armatura di Master Chief, personaggio principale della saga, fu realizzata su misura per Daniel Cudmore, l'attore che lo interpreta nella serie

Il team di produzione si occupò del casting, ma la Microsoft preservò il diritto all'ultima parola. La decisione di utilizzare nella versione Alex Puccinelli al posto di Steve Downes, il precedente doppiatore di Master Chief, fu approvata proprio dalla Microsoft. Nella versione italiana, invece, è Giorgio Melazzi a prestare la voce al personaggio, allo stesso modo della saga dei videogiochi. Gli attori che recitavano nel ruolo dei cadetti parteciparono a un campo di addestramento prima di sparare per migliorare la loro forma fisica e abituarsi a corsi d'assalto ed esercitazioni con i fucili nei propri costumi di scena. Alcuni membri del cast misero alla prova se stessi in maniera eccessiva durante l'allenamento, tanto che alcuni vomitarono, ma tale esperienza fu ritenuta positiva dagli attori e utile per aumentare l'affinità.
Thom Green interpreta il protagonista Thomas Lasky, un cadetto dell'accademia di Corbulo e Ty Olsson interpreta la versione per adulti. Lasky è «poco convinto sulla sua vocazione nell'esercito», in quanto considera la diplomazia un'opzione migliore rispetto alla guerra. Il giovane proviene da una famiglia di militari, con sua madre che è un colonnello e suo fratello Cadmon (interpretato da Max Carver) un ODST (Orbital Drop Shock Troopers, un'unità delle forze speciali in Halo), ma Thomas non si dimostra interessato a diventare un ufficiale. Green interpreta Lasky come un «adolescente qualunque», incerto sul suo futuro. Al fine di trarre ispirazione per il suo ruolo, a Green fu richiesto di guardare i cortometraggi precedenti e leggere l'«enciclopedia di 'Halo» di cui la 343 Industries si serve per evitare di creare discrepanze nella trama di Halo. Il produttore esecutivo Josh Feldman sottolineò espressamente l'importanza dell'inserimento di Lasky nell'universo fantascientifico, ritenendolo valido anche per lavori diversi da Forward Unto Dawn e da Halo 4.
La scelta per il ruolo di Master Chief ricadde su Daniel Cudmore, in gran parte a causa della sua altezza e del suo fisico. Il regista, Stewart Hendler, desiderava che la dimensione del supersoldato contrastasse in maniera sensibile con quella dei cadetti adolescenti; Cudmore è alto 2,03 m, mentre gli attori che interpretano i cadetti sono stati deliberatamente scelti perché fossero «matricole basse e magre». Per interpretare accuratamente Master Chief, Cudmore prese visione di Landfall di Neill Blomkamp e lesse i romanzi di Halo per apprendere la storia del personaggio, avendo già giocato ai videogames. Cudmore espresse la sua ammirazione per la storia di Master Chief, per il punto di vista del personaggio sulla guerra e per la sua dedizione come soldato, benché gli fu soltanto richiesto di interpretare un personaggio già noto al pubblico della serie. Cudmore giudicò il personaggio combattuto tra il bisogno di aiutare i cadetti e la necessità di completare la sua missione, ma la fiducia e le azioni del combattente ispirano i ragazzi in maniera positiva.
Legacy Effects eseguì dapprima una scansione del corpo di Cudmore, sovrapponendo poi un modello 3D fornito da Microsoft e modificandolo per ottenere le proporzioni corrette. Si stampò dunque un prototipo in 3D e quindi utilizzato per realizzare stampi per la tuta finale. Il grosso della tuta è in gomma su un body in schiuma, simile a una muta umida, con un casco in fibra di vetro. Cudmore paragonò i movimenti nella corazza al camminare in acqua, circostanza che rese per lui difficile compiere le acrobazie con la tuta, considerando che questa era stata ultimata esclusivamente su misura per lui. Cudmore guardò ripetutamente il video dei suoi movimenti subito dopo che vennero girati per assicurarsi che apparissero naturali e non robotici o goffi. Sia Hendler che Frank O'Connor elogiarono Cudmore, non solo per il suo fisico, ma anche per i suoi movimenti fluidi nonostante la corazza.
Anna Popplewell interpreta Chyler Silva, un cadetto che, contrariamente alle convinzioni di Lasky, è una convinta sostenitrice del bisogno di portare avanti la guerra contro gli insurrezionisti. Popplewell definì Silva come una cadetta convinta della sua scelta e la cui infanzia è stata fortemente segnata dalla violenza dei ribelli. Il legame romantico che si intreccia con Lasky nel corso della storia viene interrotto dall'attacco dei Covenant. Popplewell non conosceva la saga di Halo prima di lavorarvi, ma ritenne che i personaggi e l'estetica della serie avessero il potenziale per attirare nuovi appassionati.
Tra gli altri personaggi si annoverano i cadetti April Orenski (interpretata da Enisha Brewster), più grande di età e già caposquadra, Junjie Chen (Osric Chau), che è l'unico giovane a non avere una famiglia militare alle spalle e che ha ottenuto l'accesso all'accademia grazie ai suoi successi, Dimah Tchakova (Kat de Lieva), Walter Vickers (Iain Belcher) e Michael Sullivan (Masam Holden). Frank O' Connor, responsabile principale della 343 Industries, appare come cameo nella scena in cui Lasky viene coinvolto in una rissa con il nome di Hamish Beamish.

## Distribuzione
Il 30 aprile 2012, la Microsoft Studios annunciò che Forward Unto Dawn sarebbe stato riproducibile su Machinima Prime e Halo Waypoint (un sito web di marketing dedicato alla serie di Halo) durante le settimane precedenti all'uscita di Halo 4. Il primo episodio della serie riscosse cinque milioni di visualizzazioni su YouTube nel giro di due settimane e, nel febbraio del 2013, superò le dieci milioni.
La serie si compone di cinque cortometraggi di 15 minuti, il primo dei quali uscito il 5 ottobre 2012 e quelli successivi pubblicati a cadenza settimanale. Una versione estesa di 90 minuti si poteva reperire nell'edizione limitata di Halo 4, divenendo poi  disponibile su Blu-ray, DVD, Xbox Video, iTunes e altri servizi video on demand il 4 dicembre 2012. Le versioni Blu-ray e DVD contengono delle funzionalità aggiuntive, tra cui il commento audio di Stewart Hendler e della 343 Industries, un live-action realizzato dalla Red vs. Blue e intitolato Sleeper, oltre a poster e cartoline relative alla produzione. Il 18 gennaio 2013, la Content Media Corporation annunciò di avere ottenuto i diritti di distribuzione televisiva a livello internazionale per Forward Unto Dawn.
La McFarlane Toys curò 500 unità di una statuetta da collezione relativa a Forward Unto Dawn nel dicembre 2012. Si tratta di un modellino alto 36 cm di Master Chief che combatte un Cacciatore, un chiaro riferimento a uno dei combattimenti che affronta in Forward Unto Dawn. Il 6 novembre 2012, in concomitanza con l'uscita di Halo 4, l'azienda canadese produttrice di giochi per bambini Mega Bloks mise in commercio un modellino dell'astronave della UNSC Forward Unto Dawn. Grande circa un metro, si ispira sia al videogioco sia alla serie web.

## Accoglienza

### Critica
Nel momento in cui la serie fu annunciata, i critici non riuscirono a inquadrarla bene per confrontarla con altri lavori simili, considerando che il budget messo a disposizione era superiore a quello di altre serie web ma non all'altezza di un film.
Jesse Scheeden, per conto di IGN, ha ritenuto i cadetti diversi da Lasky e Silva «carne da cannone già pronta», considerata la scarsa analisi riservata ai personaggi. Questo difetto si è fatto sentire nel terzo episodio, con il tradimento della cadetta Tchakova che ha suscitato uno scarso impatto proprio per via della superficiale analisi dei personaggi. Tuttavia, Schedeen ha apprezzato la recitazione di Green nell'ultimo episodio, sottolineando come «la scena della morte [di Silva] è stata gestita molto bene, soprattutto perché ha costretto Tom Green a liberarsi della sua solita calma e a reagire in modo molto più emotivo». Nella sua successiva recensione della versione Blu-ray, Schedeen si è complimentato per la qualità audio e video, oltre che per l'inclusione di numerose vignette, documentari e commenti.
Anche James Plath di Movie Metropolis ha trovato i personaggi carenti nella prima metà della serie, ma ha notato che nella seconda parte i personaggi di Lasky e Silva «superano i cliché e acquisiscono una propria fisionomia in corso d'opera». Plath è rimasto colpito dalla colonna sonora, ritenendola «degna di qualsiasi film d'azione sul grande schermo» e si è anche complimentato con gli effetti speciali, ritenendo che «il lavoro in CGI viene esaltato dall'alta definizione, non soltanto fatto emergere». Ciononostante, nel complesso ha sostenuto che, nonostante le buone sequenze d'azione, la prima parte dall'andamento «piatto» e il livello di «recitazione non eccezionale» avrebbero impedito a Forward Unto Dawn di suscitare interesse al di fuori degli appassionati della saga.
Edwin Evans, per conto di Official Xbox Magazine, ha apprezzato la cabina di regia della serie: «Il montaggio ben orchestrato da Stewart Hendler impedisce alla sceneggiatura di affondare sotto il peso del suo stesso melodramma, e i suoi primi piani non sono mai di troppo, nascondendo le debolezze del cast inesperto (ma di talento)». Nella sua recensione, si accodava all'opinione di Plath sulla lentezza dei primi episodi e sull'adrenalina della fase finale.

### Riconoscimenti
| Anno | Premio                             | Categoria                                                               | Vincitore/candidato         | Risultato       | Note   |
| ---- | ---------------------------------- | ----------------------------------------------------------------------- | --------------------------- | --------------- | ------ |
| 2013 | 3° Streamy Awards                  | Miglior sceneggiatura: Drammatico                                       | Todd e Aaron Helbing        | Candidato/a     | [ 44 ] |
| 2013 | 3° Streamy Awards                  | Miglior interpretazione maschile: Drammatico                            | Thom Green                  | Candidato/a     | [ 44 ] |
| 2013 | 3° Streamy Awards                  | Miglior interpretazione femminile: Drammatico                           | Anna Popplewell             | Candidato/a     | [ 44 ] |
| 2013 | 3° Streamy Awards                  | Miglior serie drammatica                                                | Halo 4: Forward Unto Dawn   | Vincitore/trice | [ 44 ] |
| 2013 | 3° Streamy Awards                  | Miglior serie d'azione o di fantascienza                                | Halo 4: Avanti verso l'alba | Candidato/a     | [ 44 ] |
| 2013 | 3° Streamy Awards                  | Miglior scenografia                                                     | Kasra Farahani              | Vincitore/trice | [ 44 ] |
| 2013 | 3° Streamy Awards                  | Miglior fotografia                                                      | Brett Pawlak                | Vincitore/trice | [ 44 ] |
| 2013 | 3° Streamy Awards                  | Miglior montaggio                                                       | Michael Louis Hill          | Vincitore/trice | [ 44 ] |
| 2013 | 3° Streamy Awards                  | Scelta del pubblico per la serie dell'anno                              | Halo 4: Forward Unto Dawn   | Candidato/a     | [ 44 ] |
| 2013 | MPSE Golden Reel Awards            | Miglior montaggio sonoro: Intrattenimento digitale al computer          | Halo 4: Forward Unto Dawn   | Vincitore/trice | [ 45 ] |
| 2013 | Premi della Visual Effects Society | Outstanding Virtual Cinematography in a Commercial or Broadcast Program | Halo 4: Forward Unto Dawn   | Candidato/a     | [ 46 ] |
| 2013 | Premi Emmy 2013                    | Migliori titoli di testa                                                | Halo 4: Forward Unto Dawn   | Candidato/a     | [ 47 ] |